# Arkansaskoningstiran
De Arkansaskoningstiran (Tyrannus verticalis) is een zangvogel uit de familie Tyrannidae (Tirannen).

## Verspreiding en leefgebied
Deze soort komt voor in westelijk Noord-Amerika en overwintert van zuidelijk Mexico tot Costa Rica.

## Status
De grootte van de populatie is in 2019 geschat op 30 miljoen volwassen vogels. Op de Rode lijst van de IUCN heeft deze soort de status niet bedreigd.